# Eutichurus luridus
Eutichurus luridus är en spindelart som beskrevs av Simon 1897. Eutichurus luridus ingår i släktet Eutichurus och familjen sporrspindlar. Inga underarter finns listade i Catalogue of Life.